# Kraj Kirov
De kraj Kirov (Russisch: Кировский край)  was een kraj van de Russische Socialistische Federatieve Sovjetrepubliek (RSFSR), gelegen in het zuiden van Europees Rusland. De hoofdstad was Kirov.
De kraj ontstond op 5 december 1934 uit de kraj Gorki, toen het Heel-Russisch Centraal Uitvoerend Comité de stad Vjatka hernoemde naar Kirov en het omliggende gebied een aparte status kreeg. Op 7 december 1934 werd een deelgebied van de kraj Gorki, samen met een deelgebied van de Oblast Sverdlovsk afgesplitst en tot onderdeel van de kraj Kirov gemaakt, waarbinnen ook de Oedmoertse Autonome Oblast kwam te liggen, aan de kraj Kirov toegevoegd. Op 28 december 1934 werd de Oedmoertse Autonome Oblast tot de Oedmoertse Autonome Socialistische Sovjetrepubliek verheven. Op 5 december 1936 werd een zelfstandig onderdeel van de Russische Socialistische Federatieve Sovjetrepubliek waarna de kraj Kirov tot de oblast Kirov werd verheven.